# MACHO-98-BLG-35
MACHO-98-BLG-35  est un événement de microlentille gravitationnelle qui a eu lieu en juillet 1998, dans la constellation du Sagittaire. La naine rouge en question pourrait avoir une planète.